# Nermin Bezmen
Nermin Bezmen (n. 30 aprilie 1954, Antalya, Turcia) este o romancieră turcă.

## Biografie
Nermin Bezmen s-a născut în Antalya în 1954 și a frecventat școala primară Macka. Aflându-se la Liceul pentru fete „Atatürk”, a beneficiat de o bursă pentru studii în SUA. După întoarcere, a studiat la Școala de Administrație și Management „Sultanahmet” și a absolvit în 1974.
În ianuarie 1975, s-a căsătorit cu Pamir Bezmen, un om de afaceri. Cuplul a avut doi copii. Pamir a murit la 29 ianuarie 2009. În 2015, Nermin s-a căsătorit cu actorul Tolga Savacı și s-a stabilit în New Jersey, SUA.
A început să scrie romane în 1991. Ea a cercetat biografia bunicului său din partea mamei, Kurt Seyt, și a adaptat-o într-un roman. A abordat și popularizarea științei.
Bezmen a prezentat interes pentru arta tradițională turcească. A găzduit cursuri de pictură pentru adulți și copii în propriul atelier.

## Opera
- Kurt Seyt & Shura, 1992, Yay Ofset, İstanbul, (Yeni basımı PMR Yayınları).
- Kurt Seyt & Murka, 1994, Yay Ofset, İstanbul, (Yeni basımı PMR Yayınları).
- Sır, 2006, İstanbul, Remzi Kitabevi.
- Aurora'nın İncileri, 2007, İstanbul, Remzi Kitabevi.
- Sırça Tuzak, 2007, İstanbul, Remzi Kitabevi.
- Mengene Göçmenleri, 1996, İstanbul, PMR Yayınları.
- Zihnimin Kanatları, 1995, İstanbul, PMR Yayınları.
- Bizim Gizli Bahçemizden, 2009, İstanbul, Doğan Kitapçılık.
- Kırk Kırık Küp (Hikâye), 1999, İstanbul, PMR Yayınları.
- Bir Gece Yolculuğu, 1999, İstanbul, PMR Yayınları,
- Bir Duayen'in Hatıratı: Fuad Bezmen, 2002, (Nermin Bezmen) PMR Yayınları; Anılar (Hatırat); İstanbul, PMR Yayınları.
- Turkuaz'a Dönüş Bilge Nadir-Nevzat'ın Anılarından Asil Nadir Gerçeği, (Nermin Bezmen, Tercüme: Pamir Bezmen), 1997, İstanbul, PMR Yayınları.
- Dedem Kurt Seyit ve Ben, 2014, Destek Yayınları
- Gönderilmeyen Aşk, 2010, Doğan Kitapçılık